# ビンカアルカロイド
ビンカアルカロイド（Vinca alkaloid）とは、ニチニチソウ（学名：Catharanthus roseus、旧学名：Vinca rosea）から抽出されるアルカロイドの総称である。微小管重合阻害作用、有糸分裂阻害作用を持つ。抽出されたアルカロイドを化学修飾した物質もビンカアルカロイドに含める。
ビンカアルカロイドは癌化学療法に用いられる。細胞周期選択的な細胞毒性を持ち、チューブリンに作用して微小管の形成を妨げ、細胞分裂を停止させる。
ビンカアルカロイドは今日では化学合成によって製造でき、癌化学療法剤や免疫抑制剤として使用されている。ビンブラスチン、ビンクリスチン、ビンデシン、ビノレルビンが医薬品として承認されている。
他にも、デスオキシビンカミノールl、ビンカミノール、ビンブルニン、ビンカマジン、ビネリジン、ビンブルニンが研究されていた。
またビンポセチンはビンカアルカロイドの一つビンカミンの半合成誘導体（アポビンカミンのエチルエステル）である。
抗がん剤として承認されているビンカアルカロイド
- ビンブラスチン
- ビンクリスチン
- ビンデシン
- ビノレルビン